# 丝颖针茅
丝颖针茅（学名：Stipa capillacea）为禾本科针茅属下的一个种。

## 扩展阅读
- 維基物種上的相關：丝颖针茅